# 昂乐河岸

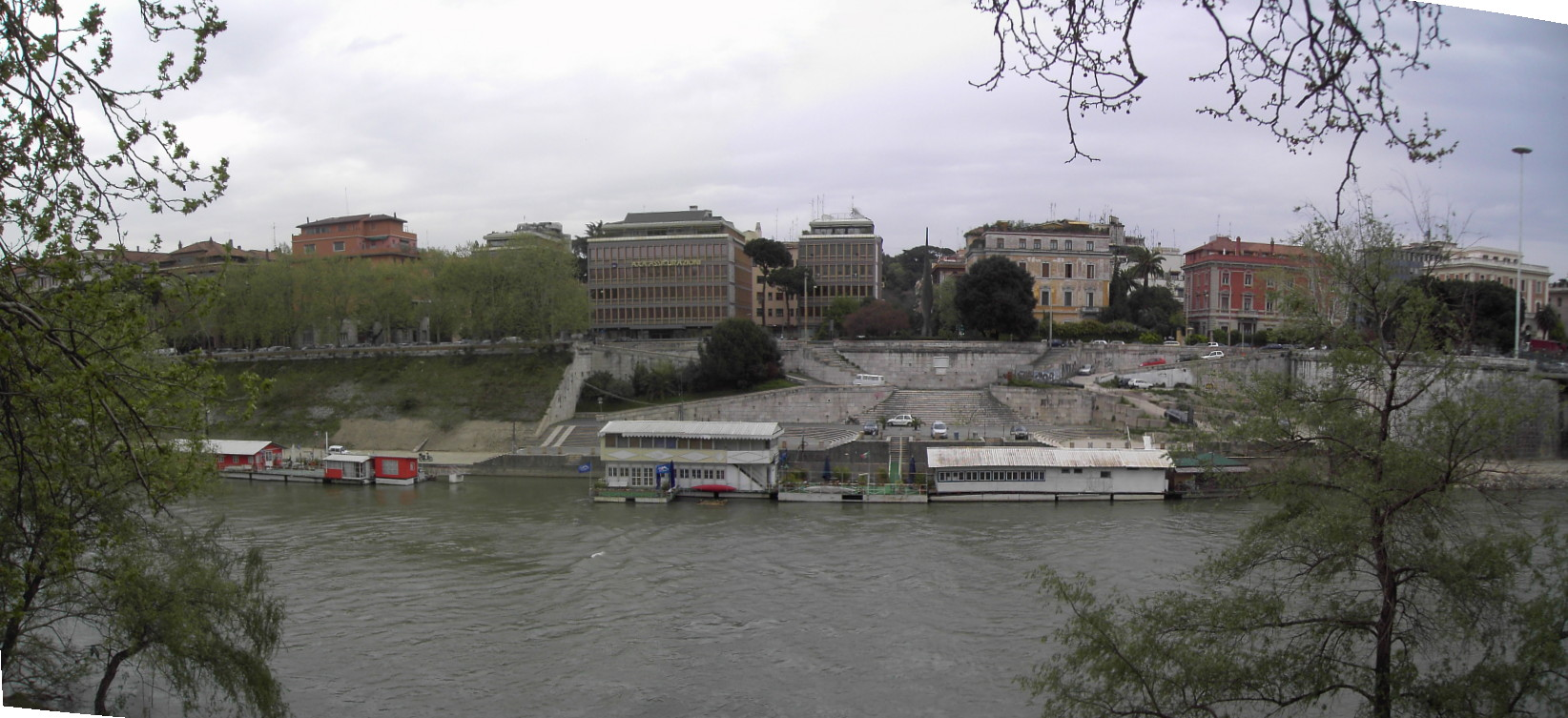

昂乐河岸（Lungotevere Arnaldo da Brescia）是意大利罗马战神广场区和弗拉米尼奥区的一段台伯河岸，连接费迪南萨沃亚街与吉亚科莫·马泰奥蒂桥。
河岸得名于布雷西亚的昂乐修士, 1155年因异端罪名被吊死。1974年，在此竖立纪念意大利社会党政治家吉亚科莫·马泰奥蒂被害的铜像，1924年他在此被法西斯分子绑架。
在河岸还有一个纪念碑，纪念爱国者安杰洛·布鲁内蒂，1959年移到奥古斯都河岸附近。